# Rasmus Jarlov
Rasmus Jarlov, född 29 april 1977 i Århus, Danmark, är en dansk politiker. Han var näringsmininster från juni 2018 till juni 2019, och har representerat Det Konservative Folkeparti i Folketinget sedan 2015. Han satt även i Folketinget som ersättare 2010 til 2011. 
Jarlov läste med inriktning mot matematisk vid Ordrup gymnasium och tog studenten 1996. Han tog en cand.merc.-examen i ekonomi och finansiering vid Copenhagen Business School 2003. Har var reservofficer mellan 1996 och 1998. Jarlov blev 2004 anställd vid Novo Nordisk, där han till 2006 ingick i deras "graduate program". Han blev teamleder 2007, en post han behöll till 2010.
Jarlovs politiska karriär började som folketingskandidat för Det Konservative Folkeparti i Bispeengkretsen 2005, där han  blev andra ersättare. Han ställde upp igen vid folketingsvalet 2007, denna gång i Rødovrekretsen, där han blev första ersättare.
Vid Kommun- och regionvalet 2009 ställde han upp i Köpenhamns kommun och blev invald i dess fullmäktige ('borgerrepræsentation') med drygt 2 000 personröster. Han kom att sitta kvar till 2015.
Då Henrik Rasmussen lämnade Folketinget 31 augusti 2010 tog Jarlov hans plats. Jarlov lyckades inte behålla sin plats vid folketingsvalet 2011. Han fick 3 372 personröster, med vilket han var näst bäst för partiet i Köpenhamns storkrets, efter Per Stig Møller. Vid folketingsvalet 2015 kandiderade Jarlov i Lyngby och Rødovrekretsarna. Denna gång gick det bättre och han valdes in med 3 419 personröster.
Den 20 juni 2018 tillkännagav statsminister Lars Løkke Rasmussen, att Brian Mikkelsen skulle avgå för att bli VD för Dansk Erhverv. Samme dag meddelades att Rasmus Jarlov skulle ta över posten som näringsmininster. Han tillträdde formellt dagen efter. Vid folketingsvalet 2019 fick Jarlov 10 270 personröster. Rasmus Jarlov har bland annat agiterat mot Ungdomshuset och för bolaget Uber, som han menade var "til gavn for forbrugerne".
Det var vid en tidspunkt när Anklagemyndigheden hade rest talan mot Uber för medverkan till överträdelse av Taxaloven.
I oktober 2024 meddelade Jarlov att han inte ställer upp för omval vid nästa folketingsval. Han blev i mars 2025 riddare av dannebrogorden.